# Packet Data Network Gateway
 (juillet 2025).

Schéma mettant en évidence la fonction d'un PGW, noté ici P-GW.

Packet Data Network Gateway, Packet Gateway ou PGW, est un équipement d'un[Lequel ?] réseau 4G qui participe à l’acheminement des données. Il constitue une porte d'entrée unique entre le réseau IP de l'opérateur et Internet. Il achemine donc les données internet vers le terminal et réciproquement les données du terminal vers Internet. Il assure également quelques fonctions de sécurité.
Toutefois, il est connecté aux terminaux mobiles via un ENode B et via un SGW, qui constitue en quelque sorte une passerelle régionale.